# Alex Riberas

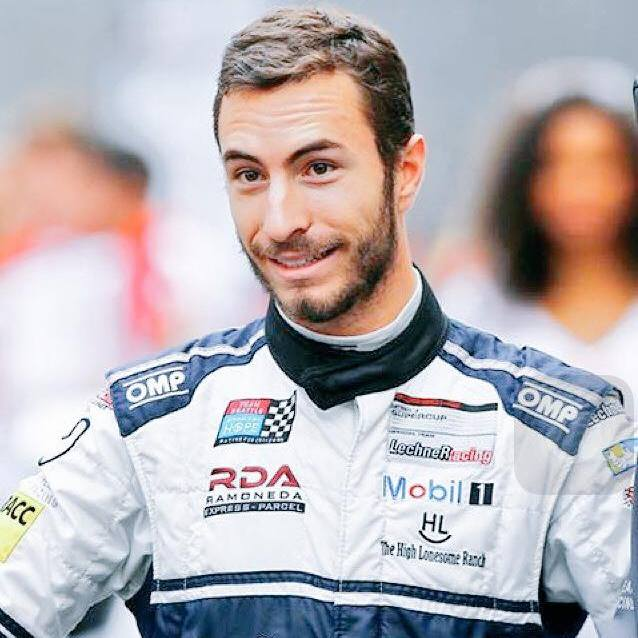
Alex Riberas 2015

Alex Riberas Bou (* 27. Januar 1994 in Barcelona) ist ein spanischer Autorennfahrer. 

## Karriere als Rennfahrer
Nach der Zeit im Kartsport wechselte Alex Riberas 2010 zu den Monopostos und fuhr dort einige Jahre Rennen in der Formel Renault. 2011 beendete er die Saison im Formel Renault 2.0 Eurocup an der sechsten Stelle.
Mit der Teilnahme am Porsche Carrera Cup Deutschland 2013 vollzog sich der Wechsel in den GT- und Sportwagensport. 2015 war sein erfolgreichstes Jahr in dieser Rennserie, als er im Carrera Cup Sechster und im Supercup Fünfter wurde. In der zweiten Hälfte der 2010er-Jahre startete er mit Audi R8 LMS bei einer Vielzahl an Rennen in Europa, Asien und Nordamerika. Gemeinsam mit dem Teamkollegen Olivier Beretta beendete er auf einem Ferrari 488 GT3 die GT-Klasse der Asian Le Mans Series 2016/17 an der zweiten Stelle. Er fuhr unter anderem in der GT World Challenge Europe, der IMSA WeatherTech SportsCar Championship, wo er 2023 das 2:40-Stunden-Rennen von Lime Rock gewann, und 2023 erstmals in der FIA-Langstrecken-Weltmeisterschaft. Sein Le-Mans-Debüt im selben Jahr endete mit dem 33. Gesamtrang.

## Statistik

### Le-Mans-Ergebnisse
| Jahr | Team                   | Fahrzeug                         | Teamkollege       | Teamkollege    | Platzierung | Ausfallgrund |
| ---- | ---------------------- | -------------------------------- | ----------------- | -------------- | ----------- | ------------ |
| 2023 | Northwest AMR          | Aston Martin Vantage AMR         | Daniel Mancinelli | Ian James      | Rang 33     |              |
| 2024 | Heart of Racing Team   | Aston Martin Vantage AMR GT3 Evo | Daniel Mancinelli | Ian James      | Ausfall     | Unfall       |
| 2025 | Aston Martin THOR Team | Aston Martin Valkyrie AMR-LMH    | Roman De Angelis  | Marco Sørensen | Rang 12     |              |

### Sebring-Ergebnisse
| Jahr | Team                         | Fahrzeug                         | Teamkollege      | Teamkollege   | Platzierung             | Ausfallgrund |
| ---- | ---------------------------- | -------------------------------- | ---------------- | ------------- | ----------------------- | ------------ |
| 2014 | Team Seattle Alex Job Racing | Porsche 911 GT3                  | Mario Farnbacher | Ian James     | Rang 25                 |              |
| 2015 | Team Seattle Alex Job Racing | Porsche 911 GT America           | Mario Farnbacher | Ian James     | Rang 15 und Klassensieg |              |
| 2016 | Team Seattle Alex Job Racing | Porsche 911 GT3 R                | Mario Farnbacher | Ian James     | Rang 23                 |              |
| 2019 | Moorespeed                   | Audi R8 LMS GT3                  | Andrew Davis     | Will Hardeman | Ausfall                 | Aufhängung   |
| 2022 | Heart of Racing Team         | Aston Martin Vantage AMR GT3     | Maxime Martin    | Ross Gunn     | Ausfall                 | Bremsdefekt  |
| 2023 | Heart of Racing Team         | Aston Martin Vantage AMR GT3     | David Pittard    | Ross Gunn     | Rang 34                 |              |
| 2024 | Heart of Racing Team         | Aston Martin Vantage AMR GT3 Evo | Mario Farnbacher | Ross Gunn     | Rang 24                 |              |
| 2025 | Aston Martin THOR Team       | Aston Martin Valkyrie AMR-LMH    | Roman De Angelis | Ross Gunn     | Rang 9                  |              |

### Einzelergebnisse in der FIA-Langstrecken-Weltmeisterschaft
| Saison | Team              | Rennwagen                     | 1   | 2   | 3   | 4   | 5   | 6   | 7   | 8   |
| ------ | ----------------- | ----------------------------- | --- | --- | --- | --- | --- | --- | --- | --- |
| 2023   | Northwest AMR     | Aston Martin Vantage AMR      | SEB | POR | SPA | LEM | MON | FUJ | BAH |     |
| 2023   | Northwest AMR     | Aston Martin Vantage AMR      |     |     | 26  | 33  |     | 29  | 24  |     |
| 2024   | Heart Racing Team | Aston Martin Vantage AMR GT3  | KAT | IMO | SPA | LEM | SAO | AUS | FUJ | BAH |
| 2024   | Heart Racing Team | Aston Martin Vantage AMR GT3  | 17  | 22  | 26  | DNF | 20  | 16  | 21  | 25  |
| 2025   | Aston Martin THOR | Aston Martin Valkyrie AMR-LMH | KAT | IMO | SPA | LEM | SAO | AUS | FUJ | BAH |
| 2025   | Aston Martin THOR | Aston Martin Valkyrie AMR-LMH | 17  | 17  | 14  | 12  | 13  |     |     |     |